# Vlakfilm

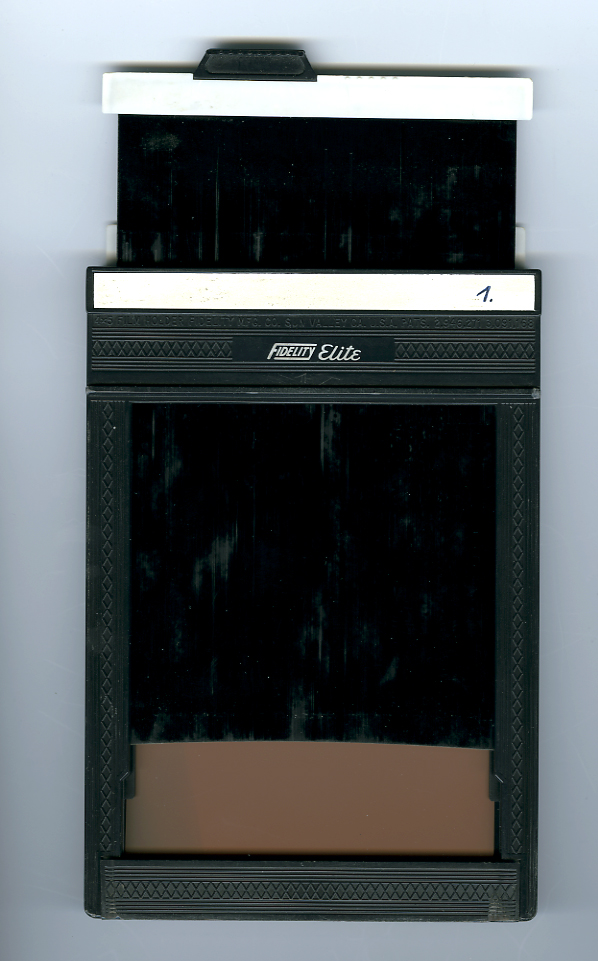
Cassette met 4 x 5"-vlakfilm

Vlakfilm is de benaming voor fotografisch gevoelig materiaal dat per opname op een aparte kunststof of glazen drager geleverd wordt, dit in tegenstelling tot rolfilm waar meerdere opnamen naast elkaar op een opgerolde drager gemaakt worden. Vlakfilm wordt vooral toegepast in formaten groter dan middenformaat en dan met name in technische camera's. Voor gebruik moet de vlakfilm in een donkere kamer of wisselzak in een cassette geplaatst worden.

## Verschillende formaten
- 4x5" (metrisch: 10,2x12,7cm)

- 5x7" (metrisch: 12,7x17,8cm)
- 8x10" (metrisch: 20,3x25,4cm)
- 11x14" (metrisch: 27,9x35,6cm)
- 9x12cm
- 13x18cm
- 18x24cm

Vandaag de dag [2023] is alleen het 4x5" formaat nog enigszins "gangbaar".